# 베타-아밀레이스
베타-아밀레이스(β-아밀레이스, β-amylase)는 아밀레이스의 한 종류로 다당류의 α-1,4 글루코사이드 결합을 가수분해하여 비환원당 말단으로부터 연속적으로 말토스 단위를 제거하는 효소이다.

## 같이 보기
- 아밀레이스
- 알파-아밀레이스
- 다이아스테이스